# Inoke Afeaki
Inoke Unga'anga Afeaki (Tofoa, 12 luglio 1973) è un ex rugbista a 15 e allenatore di rugby a 15 tongano, in carriera attivo nel ruolo di seconda linea e 24 volte internazionale per Tonga.

## Biografia
Inoke nasce a Tofoa, a Tongatapu, nell isole Tonga.
Si trasferisce in Nuova Zelanda e nella stagione 1990-91 entra nelle file della squadra del St Bernard's College di Wellington, e nel 1992 gioca anche nella squadra Under-21 di Wellington. Ha giocato per il Petone dal 1992 al 1999, e ai Wellington dal 1993 al 1996 e ancora dal 1999 al 2001.
Del 1996 l'esordio in Super 12 con gli Hurricanes, per i quali torna a giocare dal 1999 al 2001, disputando in 36 partite totali con il club.
Nel 1994-95 disputa una parte di stagione in Italia al Viadana, nella seconda divisione del campionato italiano. Nella stagione 1997-98 gioca in Giappone al Ricoh Rugby Club; torna in Giappone ai Secom Rugguts nel 2002, rimanendovi fino al 2005, poi, si trasferisce in Europa, nelle file dei Llanelli Scarlets, in Galles. Nel 2007 approda in Francia, nel Grenoble in Pro D2, prima di chiudere la carriera professionistica al Saint-Étienne.

### Carriera internazionale
Debutta in Nazionale il 26 maggio 1995, a Pretoria, durante un incontro con la Francia, entrando come riserva dalla panchia, in un match valido per la Coppa del Mondo 1995. Giocò poi altre due partite durante il torneo, come titolare, contro la Scozia e la Costa d'Avorio.
Giocò ancora per Tonga nel novembre del 2001 contro la Scozia a Murrayfield. Fu anche capitano nella partita seguente contro il Galles, segnando una meta. Mantenne la fascia di capitano anche l'anno seguente, giocando quattro partite in Nazionale nel 2002. In seguito fu ancora capitano in alcune partite del 2003, comprese quelle della Coppa del Mondo in Australia. Nel 2004 fu chiamato a far parte dei Pacific Islanders, giocando tre partite contro le nazionali dell'emisfero australe. Venne convocato, sempre come capitano, anche nella fase finale della Coppa del Mondo del 2007 in Francia.
Nel 2006 venne selezionato nello storico club ad inviti dei Barbarians per il match contro il Leicester, dove segnò una meta.

## Palmarès
- National Provincial Championship: 1
Wellington: 2000